# 経済産業省大臣官房
経済産業省大臣官房（けいざいさんぎょうだいじんかんぼう）は、中央省庁である経済産業省の内部部局の一つ。人事や予算などを所管する。経済産業省組織令第2条第1項に基づいて設置された部局である。

## 所掌業務
経済産業省組織令第4条では、以下の事務を大臣官房の所掌事務と定めている。
1. 機密に関すること。
2. 経済産業省の職員の職階、任免、給与、懲戒、服務その他の人事並びに教養及び訓練に関すること。
3. 大臣の官印及び省印の保管に関すること。
4. 公文書類の接受、発送、編集及び保存に関すること。
5. 法令案その他の公文書類の審査に関すること。
6. 経済産業省の保有する情報の公開に関すること。
7. 経済産業省の保有する個人情報の保護に関すること。
8. 経済産業省の所掌事務に関する総合調整に関すること。
9. 経済産業省の所掌事務に関する基本的な政策の企画及び立案に関すること。
10. 経済産業省の所掌事務に関する政策の評価に関すること。
11. 経済産業省の行政の考査に関すること。
12. 国会との連絡に関すること。
13. 広報に関すること。
14. 経済産業省の機構及び定員に関すること。
15. 経済産業省の所掌に係る経費及び収入の予算、決算及び会計並びに会計の監査に関すること。
16. 経済産業省所管の国有財産の管理及び処分並びに物品の管理に関すること。
17. 経済産業省の職員の衛生、医療その他の福利厚生に関すること。
18. 経済産業省の情報システムの整備及び管理に関すること。
19. 国立国会図書館支部経済産業省図書館に関すること。
20. 経済産業省の所掌事務に関する統計に関する事務の総括に関すること。
21. 商鉱工業に関する統計調査に関すること。
22. 経済産業省の所掌事務に関する統計調査の結果の総合的解析に関すること。
23. 前各号に掲げるもののほか、経済産業省の所掌事務で他の所掌に属しないものに関すること。
24. 火薬類の取締り、高圧ガスの保安、鉱山における保安その他の所掌に係る保安（以下「産業保安」という。）の確保に関すること。
25. 産業保安監督部及び那覇産業保安監督事務所の所掌事務の運営に関する総合的監督に関すること。
26. 産業保安監督部及び那覇産業保安監督事務所の職員の人事並びに教養及び訓練に関する事務の取りまとめに関すること。
27. 産業保安監督部及び那覇産業保安監督事務所の機構及び定員に関する事務の取りまとめに関すること。
28. 産業保安監督部及び那覇産業保安監督事務所の経費の概算の調整及び配賦に関すること。
29. 産業保安監督部及び那覇産業保安監督事務所の行政財産及び物品の管理に関する事務の取りまとめに関すること。

## 組織
- 官房長
- 総括審議官兼公文書監理官
- 政策立案総括審議官
- サイバーセキュリティ・情報化審議官
- 脱炭素成長型経済構造移行推進審議官
- 技術総括・保安審議官
- 商務・サービス審議官
- 原子力事故災害対処審議官
- 審議官（17人、うち1人は、関係のある他の職を占める者をもって充てられるものとする。）
- 政策統括調整官 (2人)
- 参事官（14人）
- 業務改革課
  - 情報システム室
  - 統括情報セキュリティ対策官
  - EBPM推進総括企画調整官
- 調査統計グループ
  - 参事官
  - 統計企画室
  - 統計情報システム室
  - データマネジメント推進室
  - 業務管理室
  - 経済解析室
  - 構造・企業統計室
  - 鉱工業動態統計室
  - サービス動態統計室
- 福島復興推進グループ
  - 福島原子力事故処理調整総括官
  - 廃炉・汚染水・処理水特別対策監
    - 廃炉・汚染水・処理水対策現地事務所
    - 政策調整官
    - 総合調整室
    - 福島広報戦略・風評被害対応室
    - 原子力被災者生活支援チーム
    - 福島新産業・雇用創出推進室
    - 福島事業・なりわい再建支援室
    - 原子力発電所事故収束対応室
    - 東京電力福島第一原子力発電所事故廃炉・汚染水・処理水対策官
    - 事故収束対応調整官
- 産業保安・安全グループ
  - 保安政策課
  - 電力安全課
  - 製品安全課
  - 化学物質管理課
  - 鉱山・火薬類監理官

以下は所謂「官房三課」。
- 秘書課
  - 人事企画官
  - 人事審査官
- 総務課
  - 政策企画官（11人）
  - 企画官（48人）
  - 国会業務室
  - 国会連絡室
  - 業務管理官
  - 文書管理官
  - 公文書監理室
  - 広報室
  - 政策審議室
  - 地方調整室
- 会計課
  - 経理審査官
  - 監査官
  - 企画官

## 法令審査委員
経済産業省は課長補佐の終わりに法令審査委員として省内の政策を議論するポストがあった。いわゆる官房三課（総務課、秘書課、会計課）の法令審査委員は出世ポストであり、後の事務次官、局長経験者が多く務めている。